# آيان هرسي علي
آيان هيرسي علي (بالصومالية: Ayaan Xirsi Cali)، واسمها الأصلي آيان هيرسي ماجان مواليد 13 نوفمبر 1969 في مقديشيو في الصومال، كاتبة وناشطة نسوية صومالية سياسية وعضو في البرلمان الهولندي سابقاً، ابنة السياسي وزعيم المعارضة الصومالية هرسي ماجان عيسى، ومؤسس منظمة حقوق المرأة A.H.A. حظيت باهتمام عالمي بسبب انتقادها للدين الإسلامي والدفاع عن حقوق المرأة في المجتمعات المسلمة، وهي ناشطة في معارضة الزواج القسري وجرائم الشرف وزواج الأطفال وختان الإناث.
كتبت عام 2004 سيناريو وحوار فيلم الخضوع للمخرج الهولندي ثيو فان جوخ، وتلقت بعده تهديدات بالقتل مع المخرج الذي تم اغتياله بالفعل. نشرت سنة 2006 مذكراتها التي ترجمت إلى الإنجليزية عام 2007 بعنوان: «كافرة».
تعمل آيان حالياً في مؤسسة هوفر التابعة لجامعة ستانفورد، وهي عضو في مشروع مستقبل الدبلوماسية بمركز بي بيلفر في بجامعة هارفارد كينيدي، وباحثة زائرة في معهد المشاريع الأمريكية في واشنطن العاصمة، وعضو في مجلس العلاقات الخارجية الأمريكي.

## اسمها ونشأتها
اسم آيان يعني الشخص المحظوظ أو ببساطة الحظ في اللغة الصومالية. بعد وقت قصير من ولادتها، وضع والدها في السجن بسبب معارضته لحكومة سياد بري 
حيث كان أحد زعماء مقاتلي الجبهة الديمقراطية لإنقاذ الصومال ومتزوجا من اثنتين، حسب قولها،
```
كما ذكرت بأن جدتها قامت بإجراء عملية ختان لها ولأختها وذلك عندما بلغت الخامسة من عمرها أثناء تغيب والدها في السجن حيث كان من معارضي ختان الإناث أيضاً.
```

```
وبسبب مشاكل القتال في الصومال ولكون والدها معارضا سياسيا. اضطرت عائلتها للهرب إلى 
المملكة العربية السعودية
، وبعد ذلك انتقلوا إلى 
إثيوبيا
، ومن ثم إلى 
كينيا
 حيث بقيت 10 سنوات هنالك تابعت دراستها الثانوية، في أحد المدارس الإسلامية باللغة الإنجليزية،
ونتيجة التبرعات التي كانت تقوم بها المملكة العربية السعودية للمدارس الإسلامية لتدريس المناهج الإسلامية وتدريب المدرسين وفق الفكر الإسلامي المعتمد في السعودية، فقد تبت آيان وعدة من زملاء دراستها هذا الفكر الإسلامي المتشدد أثناء مراهقتها، بدلاً من الإصدارات الأكثر تسامحا المتبناة في ذلك الوقت في الصومال وكينيا. 
```

وقالت آيان في وقت لاحق إنها قد أعجبت منذ فترة طويلة من القرآن، وعاشت «وفق القرآن ولأجل القرآن» طوال طفولتها.
و قالت إنها أبدت تعاطفا بعد ذلك لآراء جماعة الإخوان المسلمين، وارتدت الحجاب مع زيها المدرسي في وقت كان ارتدائه غير رائج ولكنه أصبح أكثر شيوعا بين بعض النساء المسلمات الشابات الملتزمات،
وافقت على الفتوى التي أعلنت ضد الكاتب سلمان رشدي ردا على تصوير النبي محمد في روايته الآيات الشيطانية.
بعد الانتهاء من الدراسة الثانوية، التحفت آيان بدورة السكرتارية في كلية فالي سكريتاريال في نيروبي لمدة عام واحد.

تذكر آيان هرسي علي قصة جدتها الت كانت ترفض دخول الجنود (الميليشيات) منزلها،
بأنها قصة مرتبطة بالصومال "صورة المرأة القوية: التي تخبىء الطعام من جهة، وتقف في نفس الوقت بسكينها ضد الجيش
وتقول لهم،"لا يمكنكم أن تدخلوا إلى منزلي " أنا أصبحت مثلها. لكن والدي وجدتي لا يقدران ذلك الآن - بسبب ما قلته عن القرآن. أنا أصبحت قي وضعهم لكن بطريقة مختلفة ".

## آراؤها الاجتماعية والسياسية
انضمت هرسي علي إلى حزب VVD السياسي في عام 2002 ؛ فهو يجمع بين وجهات النظر «الليبرالية الكلاسيكية» حول الاقتصاد والسياسة الخارجية والجريمة والهجرة مع موقف اجتماعي ليبرالي بشأن الإجهاض والشذوذ الجنسي. وتقول إنها معجبة بفريتس بولكشتاين، المفوض الأوروبي السابق والقائد الإيديولوجي للحزب.
هرسي علي هي مؤسسة ورئيسة منظمة AHA ، وهي منظمة إنسانية غير ربحية لحماية النساء والفتيات في الولايات المتحدة من الإسلام السياسي والعادات القبلية الضارة التي تنتهك القانون الأمريكي والمواثيق الدولية. من خلال مؤسسة AHA ، تقوم هرسي علي بحملات ضد حرمان الفتيات من التعليم، وتشويه الأعضاء التناسلية الأنثوية، والزواج القسري، وعنف الشرف والقتل، وقمع المعلومات حول الجرائم من خلال إساءة استخدام وتفسير الحق في حرية الدين وحرية التعبير في الولايات المتحدة والغرب.

### الإسلام والمسلمين
ظهرت آيان لأول مرة على مسرح السياسة واشتهرت من خلال رسائلها كقارئة للجرائد الهولندية. كانت واقعة الحادي عشر من سبتمبر / أيلول بداية اختراقها لمجال السياسة، حيث كتبت لإحدى الجرائد المحافظة مقالا تنتقم فيه من الإسلام فتلقت على إثره رسائل من القراء الموافقين على رأيها والمتعطشين لمثل هذه الإجابات البسيطة. وأعقبت ذلك بسرعة دعوات لمقابلات تلفزيونية، مما جعلها ترى نفسها بأنها صارت «فولتير الإسلام». بعد اغتيال بيم فورتوين استقطبها حزب الشعب اليميني للحرية والديمقراطية فدخلت البرلمان في لاهاي كنائبة عن الحزب في يناير / كانون الثاني 2003. حتى ذلك الحين كانت صورتها تعتمد في المقام الأول على شهرتها الإعلامية كامرأة مرتدة عن دينها يفخر بها المتطرفون. أما النساء المسلمات اللواتي زعمت مساعدتها لهن فلم يكن موافقات على أفكارها إلا في حدود ضيقة حسب ما تقر به في كتابها. انتقدت هرسي علي معاملة المرأة في المجتمعات الإسلامية والعقوبات التي يطالب علماء الإسلام المحافظون بتطبيقها على المثلية الجنسية والزنا. عرفت علنا بأنها مسلمة حتى 28 مايو 2002، عندما اعترفت في مذكراتها بأنها تعلم أنها ليست بمسلمة.

في مقابلة عام 2007 في مجلة  Evening Standard اللندنية، وصفت هرسي علي الإسلام بأنه «الفاشية الجديدة»:
تمامًا كما بدأت النازية برؤية هتلر، فإن الرؤية الإسلامية هي الخلافة - مجتمع تحكمه الشريعة الإسلامية - حيث يتم رجم النساء اللاتي يمارسن الجنس قبل الزواج حتى الموت، ويتم ضرب المثليين، ويتم قتل المرتدين مثلي. الشريعة معادية للديمقراطية الليبرالية مثل النازية... العنف متأصل في الإسلام - إنها عبادة الموت المدمرة والعدمية. إنه يشرع القتل.
في مقال نشر عام 2007 في مجلة Reason ، قالت هرسي علي إن الإسلام، الدين، يجب أن يهزم وأن «نحن في حالة حرب مع الإسلام. وليس هناك حل وسط في الحروب». قالت: «الإسلام فترة. بمجرد هزيمتها، يمكن أن تتحول إلى شيء سلمي. من الصعب جدًا حتى التحدث عن السلام الآن. إنهم غير مهتمين بالسلام... تأتي لحظة تسحق فيها عدوك. (..) وإذا لم تفعل ذلك، عليك أن تعيش مع نتيجة السحق». مضيفة: «قبلت القوى المسيحية فصل الدنيوية والإلهية. نحن لا نتدخل في دينهم، ولا نتدخل في الدولة. هذا لم يحدث في الإسلام». كررت وقالت إن موقفها هو أن المشكلة ليست مجرد «تفاح فاسد» في المجتمع الإسلامي ولكن «أقول إنها سلة كاملة». قالت إن غالبية المسلمين ليسوا «معتدلين» وعليهم تغيير دينهم جذريا.
تشير ماكس رودينبيك، التي كتبت في مجلة The New York Review of Books  ، إلى أن نظرة علي للإسلام قد تغيرت و «تلاشت»، حيث إنها لم تعد ترفض الإسلام تمامًا. تنتقد الآن بشدة ما تسميه «مسلمو المدينة»، وهذا يعني الأصوليين الذين يتصورون نظامًا قائمًا على الشريعة،  ويتجاهلون المقاطع الأكثر شمولية لفترة محمد المكية، أقلية صغيرة من المسلمين، الذين هم، ومع ذلك، مؤثر جدا بين الشباب المسلمين، وفقا لهرسي علي: «هؤلاء الرجال، أجدهم أكثر تأثيرا في إلهام وتعبئة الشباب لرؤية دين الإسلام بالطريقة التي يرونها بها، من طريقة الإمام فيصل أو مجيد نواز». ذكرت أيان هرسي علي، في رأيها، أن«المتطرفين المسيحيين هنا، في الولايات المتحدة، يأخذون الكتاب المقدس ويستخدمونه لقتل الناس وإيذاء الناس. إنهم الهامش، ولكن للأسف ما نراه في البلدان الإسلامية هو أن الناس الذين يشعرون أنه يجب أن يحكموا بموجب الشريعة ليسوا هامشًا. (..) يمكن للإسلام أن يصبح دين سلام إذا كانت السياسة مطلقة من الدين»، وقالت: «الشخص الذي يريد قتلي لأنني مرتدة  عن الإسلام، ملهم للقيام بذلك من كتاب الإسلام، ومثال النبي محمد، ورجال الدين الذين بشروا به، والثواب الذي يحصل عليه في الآخرة».
ووصفت المجتمعات الإسلامية بأنها متخلفة «في التفكير المستنير والتسامح والمعرفة بالثقافات الأخرى» وأن تاريخها لا يمكن أن يذكر شخصًا واحدًا «اكتشف اكتشافًا في العلوم أو التكنولوجيا أو غير العالم من خلال الإنجاز الفني».
في مقابلة عام 2010 مع الغارديان، قارنت ردود المسيحيين والمسلمين على نقد دياناتهم. بينما يتجاهل المسيحيون النقد في كثير من الأحيان، فإن المسلمين يسيئون بدلاً من ذلك، ويعرضون عقلية الضحايا ويتخذون النقد على أنه إهانات.
تصر على أن العديد من المسلمين المعاصرين لم ينتقلوا بعد إلى الحداثة،  وأن العديد من المهاجرين المسلمين غير مناسبين ثقافياً للحياة في الغرب وبالتالي فإنهم يشكلون عبئًا. تدعو علي الملحدين والمسيحيين الأوروبيين الأمريكيين إلى الاتحاد ضد التطرف الإسلامي في الغرب. وتحث الأولى على تثقيف المسلمين والأخيرة، وخاصة الكنائس الغربية، لتحويل «أكبر عدد ممكن من المسلمين إلى المسيحية، وتقديمهم إلى إله يرفض الحرب المقدسة والذي أرسل ابنه ليموت من أجل جميع الخطاة بدافع حب البشر». قالت هرسي علي: «الإسلام بحاجة إلى الإصلاح. القادة المسلمين الجادين في تحقيق السلام الحقيقي والدائم، بحاجة إلى مراجعة القرآن والحديث، حتى يكون هناك تناسق بين ما يريده المسلمون الذين يسعون للسلام وما يقوله دينهم».

قالت هيرسي علي وهي تتحدث في أبريل 2015، في برنامج إذاعي لهيئة الإذاعة الأسترالية،
"من الخطأ أن يقول القادة الغربيون مثل [رئيس الوزراء الأسترالي السابق] توني أبوت إن أفعال الدولة الإسلامية لا تتعلق بالدين. أريد أن أقول له "من فضلك لا تقل مثل هذه الأشياء في الأماكن العامة لأنها ليست صحيحة". أنت تخذل كل الأفراد الإصلاحيين في الإسلام الذين يطرحون الأسئلة الصحيحة التي ستؤدي في النهاية إلى التغيير.
تحدثت بعد وقت قصير من إطلاق النار في سان برناردينو عام 2015، علقت هيرسي علي على طبيعة التطرف داخل مجتمعات المؤمنين الإسلاميين قائلة: "إذا تحدثنا عن عملية ما نسميه الآن التطرف، فإنك ترى عملية يضع فيها الأفراد هويتهم في الدين . كل شيء يدور حول كونك مسلمًا، تتخلص من بقية الأمر أو تقلل من شأنه وتحاول أن تجعل الجميع متدينين مثلك. وهذا سيكون، بالنظر إلى سان برناردينو، العلامات المنبهة. التغييرات التي كان يجب على الأسرة والأصدقاء والدائرة القريبة من الأقارب ملاحظتها ".

#### محمد
تنتقد هرسي علي النبي الإسلامي المركزي على السمات الأخلاقية والشخصية (انتقادات تستند إلى تفاصيل السيرة الذاتية أو صور من النصوص الإسلامية وأتباع محمد الأوائل). في يناير 2003، قالت للصحيفة الهولندية تراو، "إن محمد، بمعاييرنا الغربية، منحرف وطاغية"، عندما تزوج، عن عمر 53 سنة، عائشة، التي كانت تبلغ من العمر ست سنوات وتسع سنوات  وقت تم الزواج. قالت فيما بعد: "ربما كان يجب علي أن أقول" متحمس للأطفال ". رفع المسلمون دعوى تمييز ديني ضدها في تلك السنة. برأت المحكمة المدنية في لاهاي هرسي علي من أي تهم، لكنها قالت إنها "كان بإمكانها اختيار الكلمات بشكل أفضل".

### تشويه الأعضاء التناسلية
هرسي علي معارضة بارزة لتشويه الأعضاء التناسلية الأنثوية، والتي انتقدتها في العديد من كتاباتها. عندما كانت في البرلمان الهولندي، اقترحت إجراء فحوصات طبية إلزامية سنوية لجميع الفتيات غير المختونات اللاتي يعشن في هولندا والذين قدموا من دول يمارس فيها ختان الإناث. اقترحت أنه إذا وجد طبيب أن فتاة هولندية قد شوهت، فسيكون هناك حاجة إلى تقرير للشرطة - مع حماية الطفل السائدة على الخصوصية. في عام 2004، انتقدت أيضًا ختان الذكور، لا سيما كما تمارس من قبل اليهود والمسلمين، والتي اعتبرتها نوعًا مختلفًا من التشويه الذي يمارس دون موافقة الفرد.

### النسوية
انتقدت هرسي علي النسويات الغربيات لتجنّبهن مسألة إخضاع النساء في العالم الإسلامي وخصّت جيرمين جرير بقولها إن تشويه الأعضاء التناسلية الأنثوية يجب اعتباره «هوية ثقافية» لا تفهمها النساء الغربيات.
أثناء الجدل الذي دار في جامعة برانديز، أشارت هيرسي علي إلى أن «سلطة على انحياز نظرية السرد النسوي مع الإسلاميين» رهاب المثليين"".
كتب ريتش لوري ل Politico أنه في حين أن هيرسي علي لديها العديد من السمات التي كان ينبغي أن تجعلها «بطلة نسوية» مثل: كونها لاجئة من البطريركية المسيئة، وكونها مهاجرة أفريقية شقت طريقها إلى دولة غربية ومدافعة عن حقوق المرأة، هذا لا يحدث لأنها «منشقة عن الدين الخاطئ». بدلاً من ذلك، تنتقد النسويات هرسي علي بسبب «تعزيز العنصرية» بدلاً من «إضعاف التمييز الجنسي».

### حرية الكلام
في محاضرة عام 2006 في برلين، دافعت عن الحق في الإساءة، بعد الجدل حول الرسوم الكاريكاتورية يولاندس بوستن محمد في الدنمارك. وأدانت صحفيين تلك الصحف والقنوات التليفزيونية التي لم تُظهر لقرائها الرسوم الكاريكاتيرية بأنها «متوسطة الذهن». كما أشادت بالناشرين في جميع أنحاء أوروبا لعرضهم الرسوم المتحركة وعدم خوفها مما وصفته بـ «الحركة الإسلامية المتشددة».

### المعارضون السياسيون
في عام 2006، دعمت هيرسي علي كعضو في البرلمان  خطوة المحاكم الهولندية لإلغاء دعم الحزب السياسي البروتستانتي المسيحي المحافظ، حزب الإصلاح السياسي (SGP)، الذي لم يمنح حقوق العضوية الكاملة للنساء ويمنع حقوق التصويت السلبية من الأفراد الإناث. وذكرت أنه «يجب حرمان أي حزب سياسي يميز ضد النساء أو المثليين من التمويل».

### معارضة المدارس المذهبية أو الدينية
في هولندا، تم توفير حوالي نصف التعليم تاريخياً من قبل المدارس الدينية التي ترعاها، ومعظمها كاثوليكية أو بروتستانتية. عندما بدأ المسلمون في طلب الدعم للمدارس، قامت الدولة بتوفيره وبحلول عام 2005، كان هناك 41 مدرسة إسلامية في البلاد. وقد استند هذا إلى فكرة في الستينيات مفادها أن المسلمين يمكن أن يصبحوا أحد «أركان» المجتمع الهولندي، مثل البروتستانت والكاثوليك والسكان العلمانيين. عارضت هرسي علي تمويل الدولة لأي مدارس دينية، بما في ذلك المدارس الإسلامية.

### مساعدات التنمية
لطالما كانت هولندا واحدة من أبرز الدول التي تدعم مساعدة البلدان النامية. وكما قالت المتحدثة باسم VVD في البرلمان في هذا الشأن، فإن هرسي علي قالت إن سياسة المساعدة الحالية لم تحقق زيادة في الازدهار والسلام والاستقرار في البلدان النامية: «يعتقد VVD أن المساعدات الدولية الهولندية قد فشلت حتى الآن، كما تقاس [آثار المساعدة الهولندية على] بالحد من الفقر، والحد من المجاعة، والعمر المتوقع وتعزيز السلام».

### الهجرة

#### البيانات العامة
في عام 2003 عملت هرسي علي مع زميل من البرلمان  VVD Geert Wilders لعدة أشهر. سألوا الحكومة حول سياسة الهجرة. رداً على تقرير التنمية البشرية العربي لبرنامج الأمم المتحدة الإنمائي، وجهت هيرسي علي أسئلة لكل من وزير الخارجية ياب دي هوب شيفر والوزيرة من دون حافظة للتعاون الإنمائي Agnes van Ardenne. طلبت مع عضو البرلمان Geert Wilders من الحكومة الانتباه إلى عواقب السياسة الهولندية فيما يتعلق بالحد من الهجرة من العالم العربي إلى أوروبا، وخاصة هولندا. [بحاجة لمصدر]
على الرغم من أنها دعمت بشكل علني سياسة وزيرة VVD ريتا فيردونك للحد من الهجرة، إلا أنها لم تكن داعمة بشكل خاص، كما أوضحت في مقابلة في يونيو 2006 لـ Opzij. تم ذلك بعد استقالتها من البرلمان وبعد فترة وجيزة من انتقالها إلى الولايات المتحدة.
في البرلمان، دعمت هيرسي علي الطريقة التي تعامل بها فيردونك مع قضية باسيتش، على الرغم من أنها شعرت بشكل خاص أنه كان يجب السماح لباسيتش بالبقاء. في الليلة التي سبقت المناقشة ، اتصلت بفردونك لإخبارها أنها كذبت عندما تقدمت بطلب للجوء في هولندا ، تمامًا كما فعل باسيك. قالت إن فيردونك ردت أنها لو كانت وزيرة في ذلك الوقت لكانت لترحيل هرسي علي.

#### كتابات
ناقشت هرسي علي وجهة نظرها بشأن الهجرة في أوروبا ، في مقال نشر في صحيفة لوس أنجلوس تايمز في 2006. وأشارت إلى أن المهاجرين ممثلون بشكل مفرط «في جميع الإحصائيات الخاطئة»، وكتبت أن سياسة الهجرة الخاصة بالاتحاد الأوروبي ساهمت في الاتجار غير المشروع بالنساء والأسلحة ، واستغلال المهاجرين الفقراء من قبل «أصحاب عمل قساة».
ولفتت الانتباه إلى العديد من المهاجرين غير الشرعيين الموجودين بالفعل في الاتحاد. وأعربت عن اعتقادها أن سياسة الهجرة الحالية ستؤدي إلى انقسام عرقي وديني ، وستفقد الدول القومية احتكارها للقوة ، وسيتم إدخال الشريعة الإسلامية على مستوى الأحياء والمدن ، وسيصبح استغلال النساء والأطفال «أمرًا عاديًا». لتجنب هذا الموقف ، تقترح ثلاثة مبادئ عامة لسياسة جديدة:
- قبول المهاجرين على أساس مساهمتهم في الاقتصاد. النظام الحالي «مصمم لجذب أكبر عدد من الأشخاص الذين يملكون قصصًا مفجعة حقًا».
- التدخلات الدبلوماسية والاقتصادية والعسكرية في البلدان التي تسبب تدفقات كبيرة من المهاجرين.
- إدخال برامج الاستيعاب التي تقر بأن «المبادئ الأساسية للإسلام تشكل عقبة رئيسية أمام الاندماج».

فيما يتعلق بالبطالة والتهميش الاجتماعي والفقر بين بعض مجتمعات المهاجرين ، تضع هيرسي علي عبء المسؤولية بشكل مباشر على الإسلام وثقافة المهاجرين.
في عام 2010، عارضت فكرة منع المهاجرين من المجتمعات الإسلامية التقليدية من الهجرة ، مدعية أن السماح لهم بالهجرة جعل الولايات المتحدة «دولة ذات أخلاق عالية».
انظر أيضًا منشورها الصحفي الصادر عن مؤسسة هوفر 2017 بعنوان «تحدي الدعوة والإسلام السياسي كأيديولوجية وحركة وكيفية مواجهته».

### الأمريكيون الأصليون
توضح علي: «عندما أتحدث عن الاندماج ، أعني الاندماج في الحضارة. السكان الأصليون ، الأفغان ، الصوماليون ، العرب ، الأمريكيون الأصليون - كل هذه المجموعات غير الغربية عليها أن تقوم بهذا الانتقال إلى الحداثة».

### إسرائيل وفلسطينيين
هرسي علي أعربت عن دعمها لإسرائيل:
لقد زرت إسرائيل قبل بضع سنوات ، بشكل أساسي لفهم كيفية تعاملها بشكل جيد مع العديد من المهاجرين من أصول مختلفة. انطباعي الرئيسي هو أن إسرائيل ديمقراطية ليبرالية. في الأماكن التي زرتها ، بما في ذلك القدس وكذلك تل أبيب وشواطئها ، رأيت أن الرجال والنساء متساوون. لا يعرف المرء أبداً ما يحدث وراء الكواليس ، ولكن هذه هي الطريقة التي يظهر بها الزائر. العديد من النساء في الجيش مرئي أيضًا. لقد فهمت أن أحد العناصر الحاسمة للنجاح هو العامل الموحد بين المهاجرين إلى إسرائيل. سواء وصل شخص من إثيوبيا أو روسيا ، أو هاجر أجداده من أوروبا ، ما يربطهم هو كونهم يهود. مثل هذه السندات غير موجودة في هولندا. تتنوع خلفية المهاجرين لدينا وتختلف أيضًا بشكل كبير عن تلك الخاصة بهولندا ، بما في ذلك الدين.
أما بالنسبة لمشاكل إسرائيل ، تقول هرسي علي ، «من انطباعي السطحي ، تواجه البلاد أيضًا مشكلة مع الأصوليين. سوف يتسبب الأرثوذكس المتطرفون في مشكلة ديموغرافية لأن هؤلاء المتعصبين لديهم أطفال أكثر من العلمانيين والأرثوذكس العاديين.»

عن الفلسطينيين:
لقد زرت الأحياء الفلسطينية في القدس أيضًا. إن جانبهم متدهور ، ويلومون الإسرائيليين على ذلك. لكن على انفراد التقيت بشاب فلسطيني يتحدث الإنجليزية بشكل ممتاز. لم تكن هناك كاميرات ولا دفاتر ملاحظات. وقال إن الوضع كان جزئيا بسبب خطأهم ، حيث تم سرقة الكثير من الأموال من الخارج لبناء فلسطين من قبل القادة الفاسدين. عندما بدأت أتحدث في هولندا عن فساد السلطة الفلسطينية ودور عرفات في مأساة فلسطين ، لا أحظى بجمهور كبير. في كثير من الأحيان يتحدث المرء إلى الحائط. يرد كثير من الناس بأن على إسرائيل أولاً الانسحاب من المناطق ، وبعد ذلك سيكون كل شيء على ما يرام مع فلسطين.
عن الطريقة التي ينظر بها إلى إسرائيل في هولندا:
يمكن تحديد حجم أزمة الاشتراكية الهولندية في مواقفها تجاه كل من الإسلام وإسرائيل. إنها تُخضع إسرائيل لمعايير أخلاقية عالية بشكل استثنائي. ومع ذلك ، فإن الإسرائيليين سيبذلون قصارى جهدهم دائمًا ، لأنهم هم أنفسهم يضعون معايير عالية لأفعالهم. معايير الحكم على الفلسطينيين ، مع ذلك ، منخفضة للغاية. يبقى معظم الغرباء صامتين بشأن جميع المشاكل في أراضيهم. وذلك يساعد الفلسطينيين على أن يصبحوا أكثر فسادًا مما هم عليه بالفعل. أولئك الذين يعيشون في المناطق لا يُسمح لهم بقول أي شيء عن هذا لأنهم يخاطرون بقتلهم على أيدي شعبهم.

## نشاطها في أوروبا
في عام 1992 قال أنها أجبرت على زواج مرتب (لم تقدم ما يثبت ذلك لدائرة الهجرة في ألمانيا، حسب دير شبيغل) مع أحد أبناء عمومتها في كندا، سافرت إليه، ولكنها لم تكمل الجزء الثاني من رحلتها في فرانكفورت، ألمانيا، وبدلا من ذلك استقلت قطارا إلى هولندا. وهنالك استلمت تصريح إقامة على أسس إنسانية، على الرغم من أن قواعد الاتحاد الأوروبي تنص على أنه يجب أن تتقدم بطلب اللجوء في ألمانيا، ثم حصلت على الجنسية الهولندية سنة 1997.
تم انتخابها سنة 2003 عضوا في مجلس النواب الهولندي، ممثلا لحزب الشعب للحرية والديمقراطية، وأدت الازمة السياسية المحيطة باحتمال تجريدها من جنسيتها الهولندية إلى استقالتها من البرلمان، كما أدت بشكل غير مباشر إلى سقوط الحكومة سنة 2006.

### طلب الجنسية
اتهمت في أوروبا بتزوير اسمها وتاريخ ميلادها، وادعائها أنها جاءت مباشرة من الصومال التي تمزقها الحرب الأهلية آن ذاك، وأكدت أن حياتها كانت مهددة، في حين اكد برنامج تلفزي بالصور والوثائق أنها كانت في تلك الفترة تعيش في كينيا، التي لم تمر بأي حرب، وكانت آمنة تدرس وتعيش حياة طبيعية مستقرة تحت رعاية الأمم المتحدة للاجئين. فقدت على اثر ذلك الجنسية الهولندية وفي 16 مايو 2006 أعلنت آيان حرصي علي استقالتها من البرلمان الهولندي ومغادرتها هولندا وأقرت بكذبها أمام الصحفيين بعد الجدل بشأن ادعائها الهرب من الصومال لمحاولة اجبارها على الزواج في بلادها.، كما أكد عدد من أفراد أسرة هيرسي أنها لم تتعرض لأي محاولات لإجبارها على الزواج، وأنه لم يكن يوجد ما يخيفها ويستدعي منها الهرب خارج الصومال.

### فضيحة التزوير
حامت الشكوك حول دقة قصتها، وذلك بعد أن نشر الديرشبيغل مقالة أظهرت أنها عاشت في برلين قبل سفرها إلى هولندا. قامت بتغير اسمها، وزيفت تاريخ ولادتها، حيث أنها كان من الصعب جدا أن تحصل على اللجوء بسبب ماضي والدها الدموي بنظر هولندا، عللت هي تغير الاسم وتاريخ الميلاد بخوفها من أن تجدها عائلتها ويتم أجبرها على العودة،

### الدعم العالمي لقضيتها
في عام 1995 انضمت لجامعة ليدن (بالإنجليزية: Leiden)، أحد أقدم الجامعات في هولندا، لدراسة العلوم السياسية. ثم عملت عاملة نظافة في مصنع عصير (بالإنجليزية: Riedel). ثم عملت كموزعة عقاقير للأطباء لحساب شركة (بالإنجليزية: GlaxoSmithKline). في 11 سبتمبر 2001، وإثر هجمات سبتمبر في نيويورك، أعلنت ردتها عن الإسلام.
على خلفية ذلك تم تركيز الأضواء إعلاميا عليها وبدأ نجمها يسطع في القنوات الإخبارية، حيث أصبحت ضيفة دائمة في أي برنامج يتعلق بالإسلام والمهاجرين المسلمين. وفي مؤتمر في أمستردام دعيت إليه قالت أن حاجة الإسلام ليست لمن يفهمه من الخارج بل حاجته هي فولتير مجدد له. وصرحت للصحيفة (بالإنجليزية: Trouw) اليومية بأن الإسلام هو دين رجعي. بدأت التهديدات تصل لها من كل مكان، استطاعت آيان استثمار هذه التهديدات لكسب التأييد الشعبي للهولنديين الذين لم يستطعوا تفهم سبب تلك التهديدات.
عينت على إثر ذلك في مؤسسة (بالإنجليزية: Wiardi Beckman)، مجلس خبراء حزب العمال، وهو المكتب العلمي لحزب العمال PvdA. حيث قامت لعدة سنوات بالترجمة لوزارتي العدل والهجرة. وبدأت تعمل على مشاريع دمج اندماج المهاجرين المسلمين وخاصة النساء المسلمات في المجتمع الهولندي، لم يلق هذا الأمر قبولا لدى نواب حزب العمال، أعلنت بعد ذلك جملتها المشهورة: (بالإنجليزية: I do not believe in God، angels and the hereafter) وهي تعني أنا لا أمن بالله ولا بالملائكة ولا ياليوم الآخر. إتصل بها والدها الذي لم يتحدث معا من قبل ليخبرها أنها أصبحت شرعا مطلقة من زوجها، ولم يعاود الاتصال بعدها بها.
في 2002 وجد الحزب الليبرالي الديمقراطي بها ضالته، فعرض عليها مقعدا في انتخابات البرلمان المقبلة، مقابل انضمامها له وتركها حزب العمال، والذي بدوره لم يأسف على تركها له لكونها كانت تخاطر بفقدانهم أصوات المسلمين بسبب أسلوبها الاستفزازي والتحريض للنساء المسلمات اليافعات والذي كان يستفز مسلمي هولندا.
ألفت كتابا بهذا الشأن باسم معمل الأبناء De zoontjesfabriek في إشارة إلى أن الوظيفة الرئيسية للمراة المسلمة حسب اعتقادها هي إنجاب الأطفال. بعد نشر هذا الكتاب تلقت حرصي علي العديد من رسائل التهديد وأصبحت تحت الحماية الدائمية للشرطة الهولندية.
في مقابلة مع الصحيفة اليومية Trouw (السبت 25 يوليو 2003)، قالت: «أن النبي محمد بالقياس بالمعايير الغربية، هو شخص منحرف ومستبد.»، واستشهدت بأنه تزوج من طفلة بعمر تسعة سنوات. تم رفع مجموعة من تهم التميز من قبل عدة منظمات إسلامية ومسلمون بشكل فردي ضدها. إلا أنها لم تصل أبدا للمحاكم لقناعة المدعي العام بـ: «أن أراءها لا تؤثر على وضع المجتمع المسلم في هولندا، وأن تصريحاتها لا تحتوي أي استنتاجات تتعلق بمسلمي هولندا، وأن حقوقهم كمجموعة وكأقلية لم تنكر.»
- في 2004، وسوية مع منتج الأفلام الهولندي ثيو فان غوخ، قامت بكتابة وتصوير فلم الخضوع، والذي يدور حول الظلم الذي تتعرض له النساء في الثقافات الإسلامية حسب فهمها. الفلم انتقد بشدة من قبل المسلمين الهولنديين. تم قتل المخرج ثيو فان غوخ على خلفية هذا الفلم في 2 نوفمبر 2004 على يد محمد بويري.

و في نفس السنة طبعت كتابها قفص العذارى والذي أكدت فيه نيتها إنتاج فلم على شاكلة فلم حياة براين، حيث سيتناول حياة النبي محمد المليئة بالألوان على حد وصفها، حيث أكدت على أنه سيقوم شخص بتمثيل دور النبي محمد وستذكر فيه الجوانب التي تفترض أن باقي المسلمين لا يودون أن تظهر للعلن عن النبي محمد. واستشهدت بما قالت أنه حب النبي محمد لزوجة أبنه وكيف أنه غاب في غار وعاد ومعه الحل السحري لزواجه منها.
في 23 نوفمبر 2005 وفي مقابلة مع صحيفة صابفو الدنماركية وعلى خلفية قضية الصور الكاريكاتورية، حيث ناقشت مشكلة اعتبار القرآن مقدس عند المسلمين بغض النظر عن تمسكهم بالدين فذكر الحادثة التالية:
«التقيت مؤخرا مع بعض الصحفيين العرب وأخرجت قرآن من حقيبتي وألقيته على الأرض. فقامت فتاة تركية غير محجبة وكانت تبدو علمانية، وقالت لي: أطالب بأن تلتقطي القرآن وتعيديه إلى حقيبتك. أجبتها بأن هذه نسختي وبأنني أفعل بها ما أريد. والذي يحدث الآن بأنك لا تستطيع إعادة تفسير محتوى القرآن لأن كل شيء حوله - الغلاف، الرسائل، الحبر - مقدس.»
و عندها سألها المحرر عن فرص حل هذا المشكلة وإصلاح البلدان ذات الأغلبية الإسلامية؟ إجابت بالتالي:
«نعم، إذا أزلنا الطابع المقدس عن القرآن، وإعدنا تقيم ومراجعة دور النبي محمد، واستطعنا تغيير طبيعة الأخلاق الجنسية للمسلمين، فنعم، يمكن أن نعمل بعد ذلك بسهولة شديدة. لأن المسلمين بشر أيضا، والبشرية أظهرت بأنها يمكن أَن تتغيّر وبأنها يمكن أن تعدل وتحدث أسلوب حياتها.»
في 15 مايو 2006، قدمت استقالتها من البرلمان بعد أن ثبت كذبها عند تقديم طلبها لموظفي الهجرة. وباشرت السلطات الهولندية بإجراءات سحب الجنسية منها.
أدّت في 25 أبريل 2013 قسم الولاء للولايات المتحدة خلال مراسم الحصول على الجنسية الأمريكية.

## جوائز وتقديرات
- في عام 2005، صنفتها مجلة التايم ضمن قائمة أكثر المئة فرد تأثيرا في العالم.
- في يناير 2006 منحت مجلة (بالإنجليزية: Reader's Digest) لقب «أفضل شخصية أوروبية لعام 2006» وقالت في خطاب تسلمها للجائزة إن «على العالم أن يمنع محمود أحمدي نجاد في محاولاته لامتلاك إيران الأسلحة النووية».
- في 9 فبراير 2006 دعت آيان من برلين المجتمع الألماني للوقوف في وجه القوى الإسلامية التي تحاول كبح الأصوات المخالفة، كما وصفت مسلمي أوروبا بالأقلية التي ترفض الديموقراطية.

تعمل آيان هرسي علي زميلا في كلية جون ف. كينيدي للعلوم الحكومية بجامعة هارفارد، وهي عضو في مشروع مستقبل الدبلوماسية بمركز بيلفر، حصلت على الجنسية الأميركية يوم 25 أبريل 2013، وتعيش حاليا في الولايات المتحدة مع زوجها المؤرخ البريطاني نيال فيرغسون.

## كتبها
لها عدة كتب تروي فيها سيرتها الذاتية. أحد أشهرها هو كتاب «كافرة»، والذي يبدأ بذكر طفولتها وتتوغل فيه لعادات القبائل الصومالية في حفظ أسماء أجدادهم لثلثمائة عام ماضية، وذلك حفظا للنسب وكذلك لكونه وسيلة هامة للعيش حيث أن اضطرارها للتنقل ما بين المدن الصحراوية يجعل من نسبتها للقبيلة ضرورية كي تحصل على الملجأ والأمل والشرب منهم

## وصلات خارجية
- آيان هرسي علي على موقع IMDb (الإنجليزية)
- آيان هرسي علي على موقع الموسوعة البريطانية (الإنجليزية)
- آيان هرسي علي على موقع مونزينجر (الألمانية)
- آيان هرسي علي على موقع ميوزك برينز (الإنجليزية)
- آيان هرسي علي على موقع إن إن دي بي (الإنجليزية)
- آيان هرسي علي على موقع ديسكوغز (الإنجليزية)
- آيان هرسي علي على موقع قاعدة بيانات الفيلم (الإنجليزية)
- Jusova، Iveta (مارس–أبريل 2008). "Hirsi Ali and van Gogh's Submission: Reinforcing the Islam vs. women binary". Women's Studies International Forum. إلزيفير. ج. 31 ع. 2: 148–55. DOI:10.1016/j.wsif.2008.03.007. مؤرشف من الأصل في 2019-12-08. {{استشهاد بدورية محكمة}}: الوسيط |ref=harv غير صالح (مساعدة)صيانة الاستشهاد: postscript (link)
- "The AHA Foundation". مؤرشف من الأصل في 2019-11-18.
- Hirsi Ali مرات الظهور على سي-سبان
- Ayaan Hirsi Ali Interviews
- Ayaah Hirsi Ali (24 أغسطس 2017). "Why Is the Southern Poverty Law Center Targeting Liberals?". نيويورك تايمز. مؤرشف من الأصل في 2019-01-30.